# Ajdovščina
Ajdovščina és una petita ciutat i un municipi amb el mateix nom, amb una població de 7.000 habitants, situat a la Vall de Vipava (Vipavska dolina), Eslovènia.
L'estil de la ciutat recorda molt una típica ciutat italiana, ja que la frontera amb Itàlia és a menys de 20 km. El clima és mediterrani. La ciutat està situada a 14 km de la mar Adriàtica.

## Personatges famosos nascuts a Ajdovščina
- Veno Pilon (1896-1970) - pintor
- Danilo Lokar - autor
- Anton Čebej - pintor